# Mignonette (film)
Mignonette (Engelein) è un film muto del 1914 scritto e diretto da Urban Gad e che ha come protagonista Asta Nielsen.

## Trama
Da Chicago, arriva il ricco Peter Schneider. Rimasto vedovo ancora giovane, ha deciso di ritornare in Europa dove vuole adottare la nipote Jesta, un'orfana che lui vuole designare come sua erede. La ragazza è una giovinetta diciottenne ma deve nascondere la sua vera età perché nata fuori dal matrimonio. I suoi genitori, infatti, si erano sposati quando lei aveva già cinque anni. Per non offendere il senso morale dello zio (e per non far correre pericoli all'eredità), Jesta finge di essere nata regolarmente nove mesi dopo la celebrazione delle nozze. In questo modo, però, si vede costretta a farsi passare per una dodicenne. La recita diventa però sempre più difficile da sostenere, anche perché la ragazza comincia a innamorarsi dello zio. Quando trova finalmente il coraggio di confessare la verità a Schneider, la storia si risolve perché anche lo zio ricambia i suoi sentimenti.

## Produzione
Il film fu prodotto dalla Projektions-AG Union (PAGU). Venne girato nel 1913 all'Union-Atelier Berlin-Tempelhof.

### Cast
- Asta Nielsen (1881-1972): La trentaduenne attrice si diverte a impersonare una diciottenne che finge di essere una dodicenne. Il nome della protagonista, Jesta, è lo stesso della figlia illegittima che Asta Nielsen ebbe appena diciottenne[2].

## Distribuzione
In Germania uscì il 3 gennaio 1914, in Danimarca - dove venne ribattezzato Den lille engel - il 12 febbraio. La pellicola esiste ancora e, nel 1983, è stata presentata in Portogallo il 9 febbraio dalla Cinemateca Portuguesa. È stato proiettato al Festival di Berlino il 14 febbraio 2007.